# Чистопільська сільська рада (Нікопольський район)
| Чистопільська сільська рада — орган місцевого самоврядування у Нікопольському районі Дніпропетровської області з адміністративним центром у с. Чистопіль. Сільській раді підпорядковані населені пункти: - с. Чистопіль - с. Високопіль - с. Бекетівка - с. Мар'ївка - с. Олександрівка - с. Підгірне - с. Таврійське |

## Склад ради
Рада складається з 16 депутатів та голови.

## Керівний склад сільської ради
| ПІБ                            | Основні відомості                                                         | Дата обрання | Дата звільнення |
| ------------------------------ | ------------------------------------------------------------------------- | ------------ | --------------- |
| Фетісов Володимир Афанасійович | Сільський голова, 1956 року народження, освіта, член народної партії      | 26.03.2006   | 31.10.2010      |
| Мельохіна Людмила Петрівна     | Сільський голова, 1965 року народження, освіта вища, член Партії регіонів | 31.10.2010   |                 |

Примітка: таблиця складена за даними джерела